# Alamis deducta
Alamis deducta là một loài bướm đêm trong họ Noctuidae.